# Tunnel van Rebaix
De Tunnel van Rebaix is een tunnel die onderdeel is van de Belgische autosnelweg A8/E429. De tunnel bevat twee rijstroken in elke koker en is opengesteld voor het verkeer sinds 2000.
Boven de tunnel ligt een lokale weg en een grasveld.
De tunnel was verkeerstechnisch niet nodig geweest aangezien de snelweg er ook gewoon in uitgraving had kunnen worden uitgevoerd. Dit geldt ook voor de andere tunnel die werd aangelegd bij de bouw van de A8, de Bois d'Houtaingtunnel.